# Perle Mesta

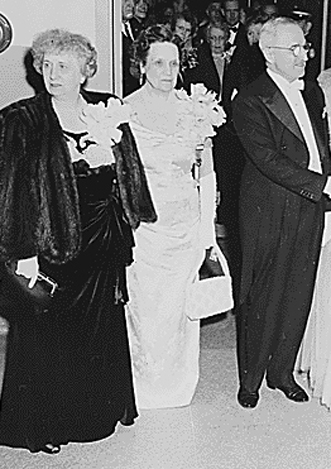
Perle Mesta (Mitte) mit US-Präsident Harry S. Truman und First Lady Bess Truman (1949)

Perle Mesta (* 12. Oktober 1889 in Sturgis, St. Joseph County, Michigan; † 16. März 1975 in Oklahoma City, Oklahoma; eigentlich Perle Reid Skirvin Mesta) war eine amerikanische Society-Lady und US-Botschafterin in Luxemburg. Ihre Person inspirierte den Komponisten Irving Berlin zu dem Musical Call Me Madam.

## Frühe Jahre
Perle Mesta wurde als Pearl Reid Skirvin in Sturgis, Michigan, geboren und zog 1906 nach Oklahoma City. Ihr Vater Bill Skirvin war ein typischer Self-made man, der in Texas auf Öl gestoßen war und damit ein Vermögen gemacht hatte (das von ihm errichtete Skirvin Hilton ist noch heute in Oklahoma City zu besichtigen). 1917 heiratete Perle den aus Pittsburgh stammenden Fabrikanten George Mesta. Als Begleiterin ihres 54-jährigen Ehemannes, der während des Ersten Weltkrieges als Berater für Präsident Woodrow Wilson tätig war, kam sie erstmals mit der Washingtoner Politik in Berührung. Nach dem Krieg unternahm das Paar ausgedehnte Reisen nach Europa. Als George Mesta 1925 starb, konnte seine erst 36-jährige Witwe bereits auf Kontakte aus Wirtschaft und Politik zurückgreifen. Die mittlerweile durch mehrere Erbschaften selbst wohlhabend gewordene Perle Mesta zog mehrmals um und ließ sich 1929 schließlich in Newport, Rhode Island nieder. Dort stieg sie bald zu einer der einflussreichsten Gastgeberinnen von Veranstaltungen für Politiker und Personen in deren Umkreis auf.

## Die politische Gastgeberin
Um 1935 begann Perle Mesta auch, sich stärker für politische Themen zu engagieren. So setzte sie sich für die Ratifizierung des Equal Rights Amendment ein (der Entwurf eines Verfassungszusatzes, der die Gleichstellung von Mann und Frau verfassungsmäßig garantieren soll, bis heute aber nicht ratifiziert ist) und trat der National Woman’s Party bei, wo sie zeitweilig die Öffentlichkeitsarbeit übernahm. Parteipolitisch war Mesta zunächst eine Anhängerin der Republikaner, wechselte aber 1940 ins Lager der Demokraten. Im gleichen Jahr zog sie nach Washington, D.C. um und unterstützte später dort die Präsidentschaftskandidatur von Harry S. Truman.
Nach dem erfolgreichen Ausgang der Wahl zeigte dieser sich erkenntlich, indem er Mesta als erste Botschafterin den USA in das Großherzogtum Luxemburg entsandte (bis dahin wurden die diplomatischen Beziehungen über die US-Botschaft in Belgien gepflegt). Dies erregte damals nicht nur insofern Aufsehen, als Mesta damit eine der ersten Frauen in der Geschichte der USA überhaupt war, die ein diplomatisches Amt bekleideten, sondern vielmehr wegen ihrer recht bodenständigen Persönlichkeit und ihrer direkten, alles andere als diplomatisch zu nennenden Art. Dessen ungeachtet blieb Mesta von 1949 bis 1953 in dieser Funktion. Für ihre Verdienste ehrte sie der Staat als erste Frau mit der höchsten Auszeichnung, die er zu vergeben hat, dem Orden der Eichenkrone.
Wichtiger als ihre diplomatische Mission war jedoch die Rolle, die Perle Mesta als politische Gastgeberin in Washington spielte. Partys, die von ihr veranstaltet wurden, galten während der 1940er- und 1950er-Jahre in den Kreisen der Politikprominenz als gesellschaftliches Großereignis, bei dem sich alles traf, was Rang und Namen hatte. Eine Einladung galt als sicheres Zeichen dafür, dass der Aspirant es bis in die engsten Kreise der politischen High Society geschafft hatte. In diesem Zusammenhang entstand auch der Beiname von Perle Mesta – „The Hostess with the Mostes'“ (ein Wortspiel, das frei übersetzt so viel heißt wie „Die Gastgeberin, die das Meisteste [sic!] zu bieten hat“): Auf den üppigen Festen wurde ausgelassen gefeiert, für das leibliche Wohl aller Anwesenden war stets bestens gesorgt, der Alkohol floss in Strömen (ironischerweise trank Mesta, die Anhängerin der Christlichen Wissenschaft war, selbst nie einen Tropfen). Der gesellschaftliche Einfluss von Perle Mesta war zeitweise so bedeutend, dass das Time Magazine ihr am 14. Mai 1949 die Titelstory und das Titelblatt widmete. Als politische Gastgeberin war Mesta zwar noch bis in die 1970er hinein aktiv, allerdings nahm ihr Einfluss mit dem Amtsantritt von John F. Kennedy und dem sich wandelnden gesellschaftlichen Klima deutlich ab.
Perle Mesta starb 85-jährig am 16. März 1975 in Oklahoma City.

## Das MusicalCall Me Madam
Der eigenwillige Stil von Perle Mesta als Botschafterin in Luxemburg inspirierte den Komponisten Irving Berlin zu dem Musical Call Me Madam, das später von Walter Lang auch verfilmt wurde (im deutschen Sprachraum unter dem Titel Madame macht Geschichte(n) bekannt). In beiden Produktionen wurde die Rolle der Mrs. Sally Adams, für die Perle Mesta das Vorbild war, von dem seinerzeit gefeierten Musicalstar Ethel Merman verkörpert.
Ein Song des Musicals („The Hostess With the Mostes’ on the Ball“) spielt auf den Beinamen Mestas an. Auch der Titel des Musicals selbst soll auf einen Ausspruch der ehemaligen Diplomatin zurückgehen. Auf die Frage, welche Anrede sie bevorzuge, soll diese geantwortet haben: „Call me Madam Minister“. Dies wurde dann verkürzt auf „Call Me Madam“.